# Nohavica a (jeho) naše malá válka
Nohavica a (jeho) naše malá válka (2023) je původní monografií Přemysla Houdy o Jaromíru Nohavicovi, který je zde představen jako postava, díky níž se lze přiblížit pochopení, jak fungoval veřejný prostor v uplynulých čtyřiceti letech. 
Monografie volně navazuje na Houdovu předešlou knihu, Normalizační festival: Socialistické paradoxy a postsocialistické korekce (2019). Zdrojem byly autorovi veřejné i soukromé archivy, a také desítky rozhovorů s lidmi, jejichž vztahy k Nohavicovi jsou rozličné. Název knihy odkazuje k písni Moje malá válka z alba Písně pro V. V. (1988). Knihu recenzovali Václav Bělohradský, Pavel Barša a Milan Znoj.

## Recenze arozhovory
- Milan Menčík, musicserver.cz, 10. října 2023[4]
- Jindřich Göth, Idnes.cz, 17. října 2023[5] a 1. listopadu 2023[6]
- Jakub Vosáhlo, Parlamentnilisty.cz, 18. října 2023[7]
- Daniela Drtinová, Dvtv.cz, 30. října 2023 (rozhovor)[8][9]

- Ondřej Slačálek, advojka.cz, listopad 2023[10]
- Petr Vidomus, Seznamzpravy.cz, 6. listopadu 2023[11]
- Jiří Klapka, Asociacerusistu.cz, 11. listopadu 2023[12]
- Wu Wej, WuWej.net, 19. listopadu 2023[13]

- Matěj Metelec, denikn.cz, 4. prosince 2023[14]
- Ján Simkanič, denikn.cz, 4. prosince 2023[3]
- Karel Veselý, a2larm.cz, 6. prosince 2023 (rohovor)[15]
- Aleš Palán, Aktualne.cz, 12. prosince 2023[16]

- Petr Vrzáček, Seznam.cz, 2. ledna 2024[17]
- Lukáš Novosad, Echoprime.cz, 6. ledna 2024[18]
- Vladimír Vokál, iDNES.cz, 15. ledna 2024 (rozhovor)[19]
- SINUHET, Seznam.cz, 29. ledna 2024[20]
- Michael Rozsypal, iROZHLAS, 9. února 2024 (rozhovor)[21]